# Simfonia núm. 4 (Bax)
La Simfonia núm. 4 va ser composta per Arnold Bax el 1930. Va dedicar l'obra a Paul Corder, compositor i fill de Frederick Corder, el seu professor de composició a la Royal Academy of Music.

## Història
Bax es va quedar sovint a la costa oest d'⁣Escòcia a Morar durant la tardor i l'hivern. La seva Quarta Simfonia va ser composta allí en aquelles temporades de 1930. No obstant això, no es pot dir que la simfonia fos escrita íntegrament en aquell poble, Bax va compondre durant tot l'any i sovint completava les peces escrites a Morar, amb el suport de l'amiga Mary Gleaves. Per tenir-ho tot clar i detallat en paper, van trucar a Paul Corder i Marjorie McTavisch. Paul Corder és fill del professor de Bax, Frederick Corder, McTavish era professor de música i amic. Aquesta simfonia està dedicada a Paul Corder. Bax es va inspirar per a aquesta simfonia d'una història d'amor, però també del mar. Aquesta última es pot remuntar a una estada a Glencolumcille a Irlanda⁣; Bax va haver de travessar el mar d'Irlanda dues vegades. I, per descomptat, el mar xocant contra les roques de l'oest d'Escòcia. Tanmateix, la primera actuació va tenir lloc completament en un altre lloc. A San Francisco Basil Cameron va fer l'estrena el 16 de març de 1932 amb l'Orquestra Simfònica de San Francisco. Malcolm Sargent va oferir l'estrena britànica el desembre de 1932. Alguns crítics no van poder seguir completament a Bax, van trobar les seves simfonies incoherents, a la qual cosa Bax va contrarestar que la música que no estava impulsada per l'emoció gairebé no tenia cap poder expressiu. Aquesta simfonia es va publicar amb força rapidesa, també en petit format (1934). Els músics també es van queixar de la música de Bax.

## Música
La simfonia té l'estructura tradicional de quatre moviments, però les dues últimes parts estan enllaçades:
1. Allegro moderato (aproximadament 17 minuts)
2. Lento moderato - Piu mosso - Poco largemente - Tempo I (aproximadament 14 minuts)
3. Allegro - Allegro scherzando - Piu largamente – Vivo (Tempo di marcia trionfale) (aproximadament 10 minuts)

La simfonia comença grandiosament amb els instruments de corda i els instruments de vent-fusta ajudats per l'orgue, Bax va destacar la importància del començament a través de l'orgue. Bax va escriure sobre això: «Una mar agitada amb la marea alta en un dia assolellat». Tot el primer balanceig, de vegades en un temps de tres quarts, de vegades en un temps de quatre quarts, el balanceig representa el mar. La música també pica pel que fa a la dinàmica⁣; les ones són clarament audibles. El conjunt també està sostingut per sis trompes. Un segon motiu es pot trobar a la part d'oboè i posteriorment també a les cordes. La primera part acaba triomfant amb els metalls que tanquen l'obra amb una sèrie d'⁣acords majors. El metall i sobretot la tuba tenen un paper important en aquesta obra. Escoltant-la es descobreix una semblança amb un tema de la Novena Simfonia d'Antonín Dvořák⁣; el ritme i els intervals són semblants.
Després de l'exuberant primera part, segueix la suau segona part. El mar s'ha tornat més tranquil. En aquesta part, Bax torna a una obra seva anterior per a piano⁣: A romance (composta per a una altra companya de vida: Harriet Cohen), amb la qual se cita ell mateix.
La tercera part conclou el conjunt i té la mateixa exuberància que la primera. A la part tranquil·la, la flauta i l'arpa tenen un paper important. El finale està format per la secció de metalls amb els seus acords i aquí també recolzat per l'orgue; produeix una conclusió massiva en forma de marxa.

## Orquestració
- 1 flautí, 3 flautes, 2 oboès, 1 corn anglès, 3 clarinets, clarinet baix, 2 fagots, contrafagot;
- 6 trompes, 3 trompetes, 3 trombons, tuba, tuba tenor⁣;
- timbals, bombo, tambor, pandereta, plats, gong, xilòfon, glockenspiel, celesta, arpa, orgue
- violins, violes, violoncels i contrabaix.

## Discografia
- Edició Chandos⁣: Ulster Orchestra dirigida per Bryden Thomson ; gravació els dies 10 i 11 d'abril de 1983; enregistraments per a LP⁣; el CD va seguir el 1985.
- Edició Chandos: BBC Philharmonic dirigida per Vernon Handley (2003).
- Edició Naxos : Royal Scottish National Orchestra dirigida per David Lloyd-Jones.